# 姫島駅
姫島駅（ひめじまえき）は、大阪府大阪市西淀川区姫里一丁目にある、阪神電気鉄道本線の駅。駅番号はHS 05。後記するが淀川花火大会の日には急行が臨時停車する。
かつては区間急行の停車駅で、朝の下りと夕方時間帯のみ準急も停車していたが、2001年3月10日改正で区間急行の設定が一度消滅したことに伴い、準急停車駅となった。なお、区間急行は2006年10月28日改正で再設定されるが、このとき当駅は通過となる。2009年3月、阪神なんば線開通によるダイヤ改正で本線準急は休止され、普通電車のみの停車駅になる。またなにわ淀川花火大会開催日には一部急行が臨時停車する。

## 歴史
- 1905年（明治38年）4月12日：阪神本線開業と同時に稗島駅（ひえじまえき）として開業。
- 1925年（大正14年）5月30日：姫島駅に改称。
- 1991年（平成3年）4月7日：区間急行停車駅となる。
- 2001年（平成13年）3月10日：区間急行の設定が一時消滅したため、準急が全列車停車するようになる。
- 2009年（平成21年）3月20日：本線準急の設定消滅により、優等列車の停車がなくなる。
- 2014年（平成26年）4月1日：駅番号導入。

## 駅構造
相対式ホーム2面2線を有する高架駅。分岐器や絶対信号機を持たないため、停留所に分類される。改札口・コンコースは1階、ホームは2階にある。改札口は1か所のみ。トイレは改札内。ホームはカーブしているため、梅田方面ホームは電車との隙間が広い箇所があり、神戸方面ホームとの隙間は狭い。

### のりば
| 番線 | 路線  | 方向 | 行先                               |
| ---- | ----- | ---- | ---------------------------------- |
| 1    | ■本線 | 上り | 野田・大阪（梅田）方面             |
| 2    | ■本線 | 下り | 尼崎・神戸（三宮）・明石・姫路方面 |

※実際には構内に上記ののりば番号表記はないが、スマートフォン向けアプリ「阪神アプリ」の行先表示機能では、上りホームが1番線、下りホームが2番線とされている。ホーム有効長は6両編成分。

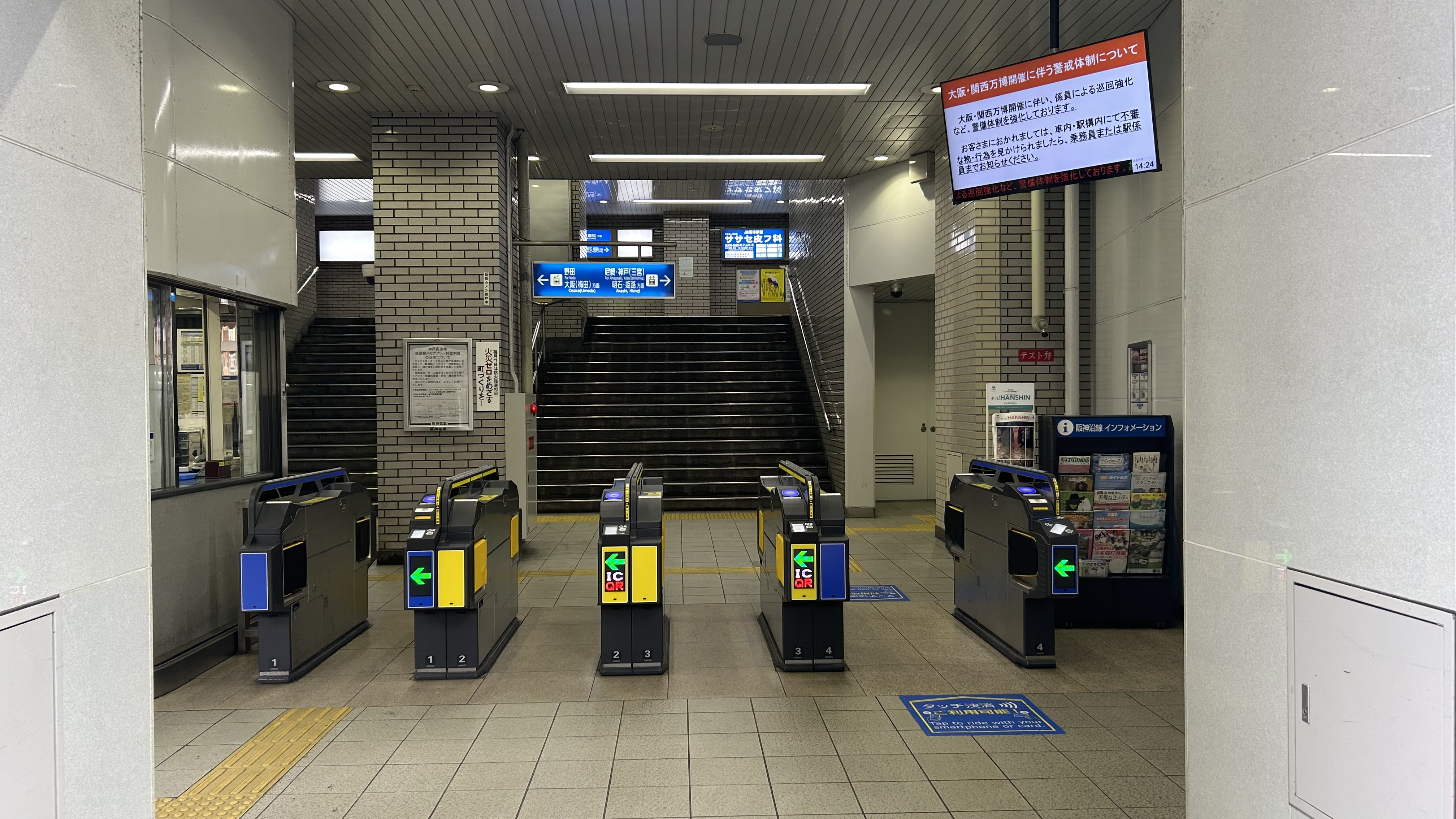
改札口
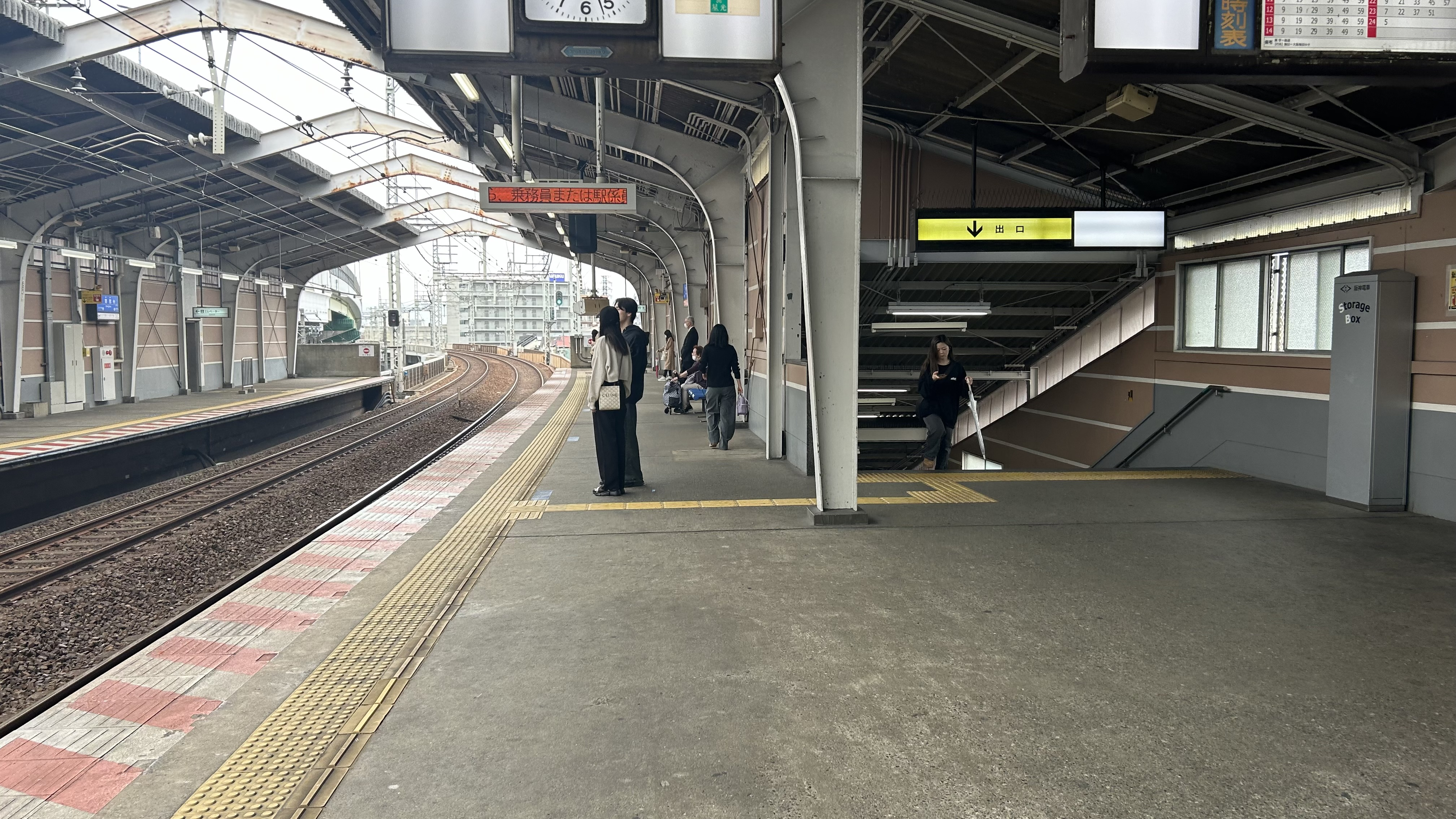
大阪方面ホーム
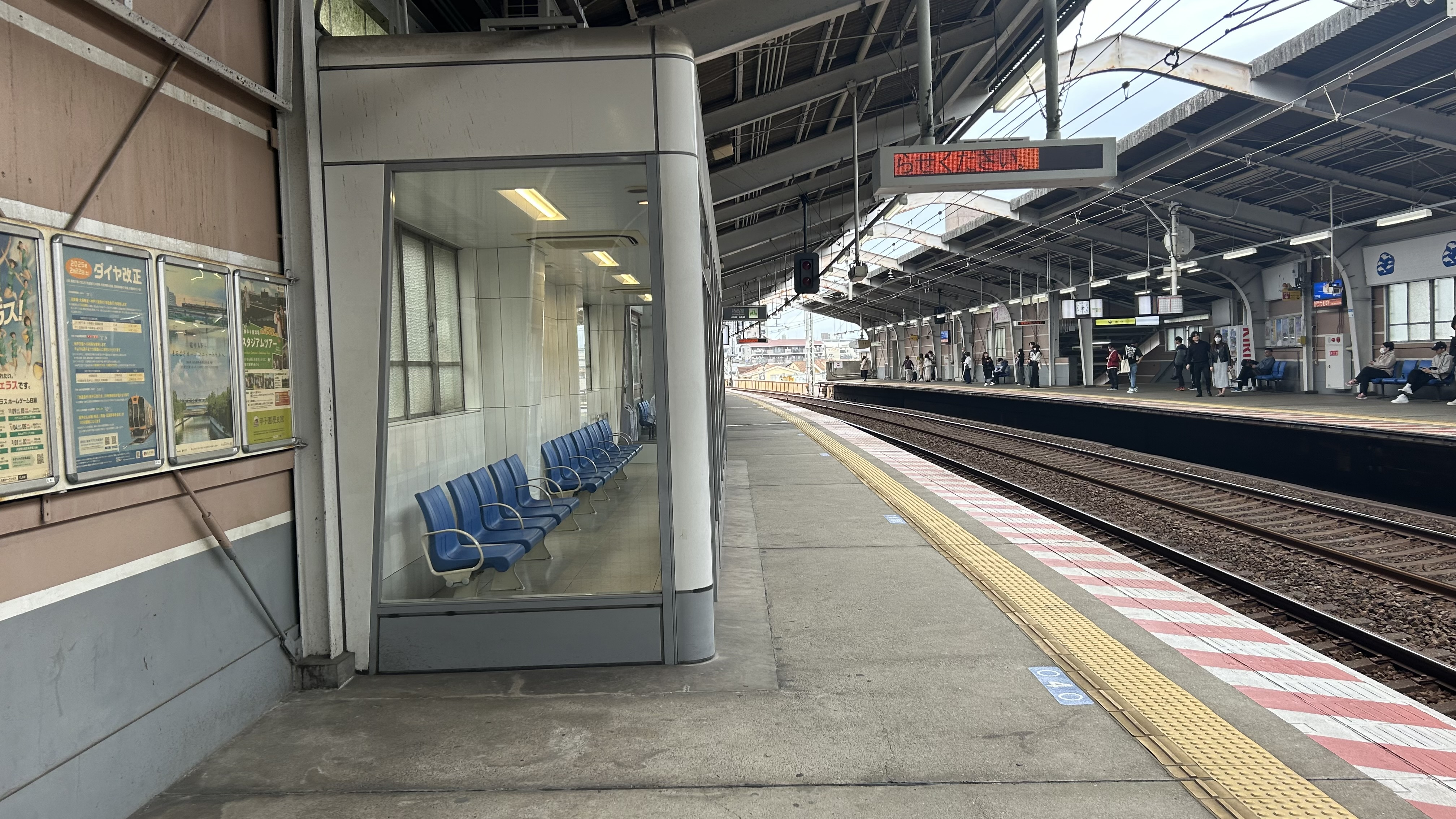
神戸方面ホーム
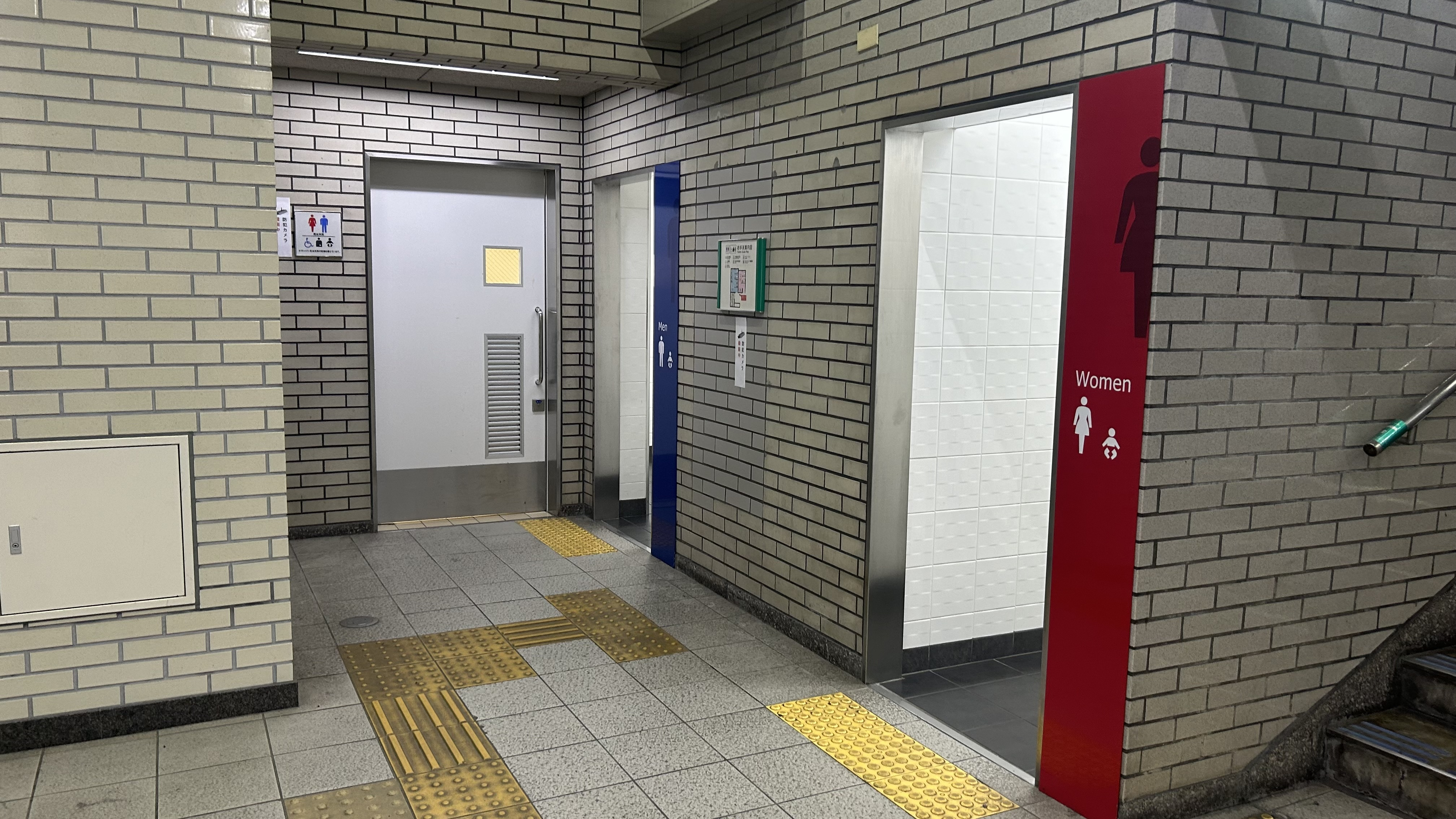
トイレ
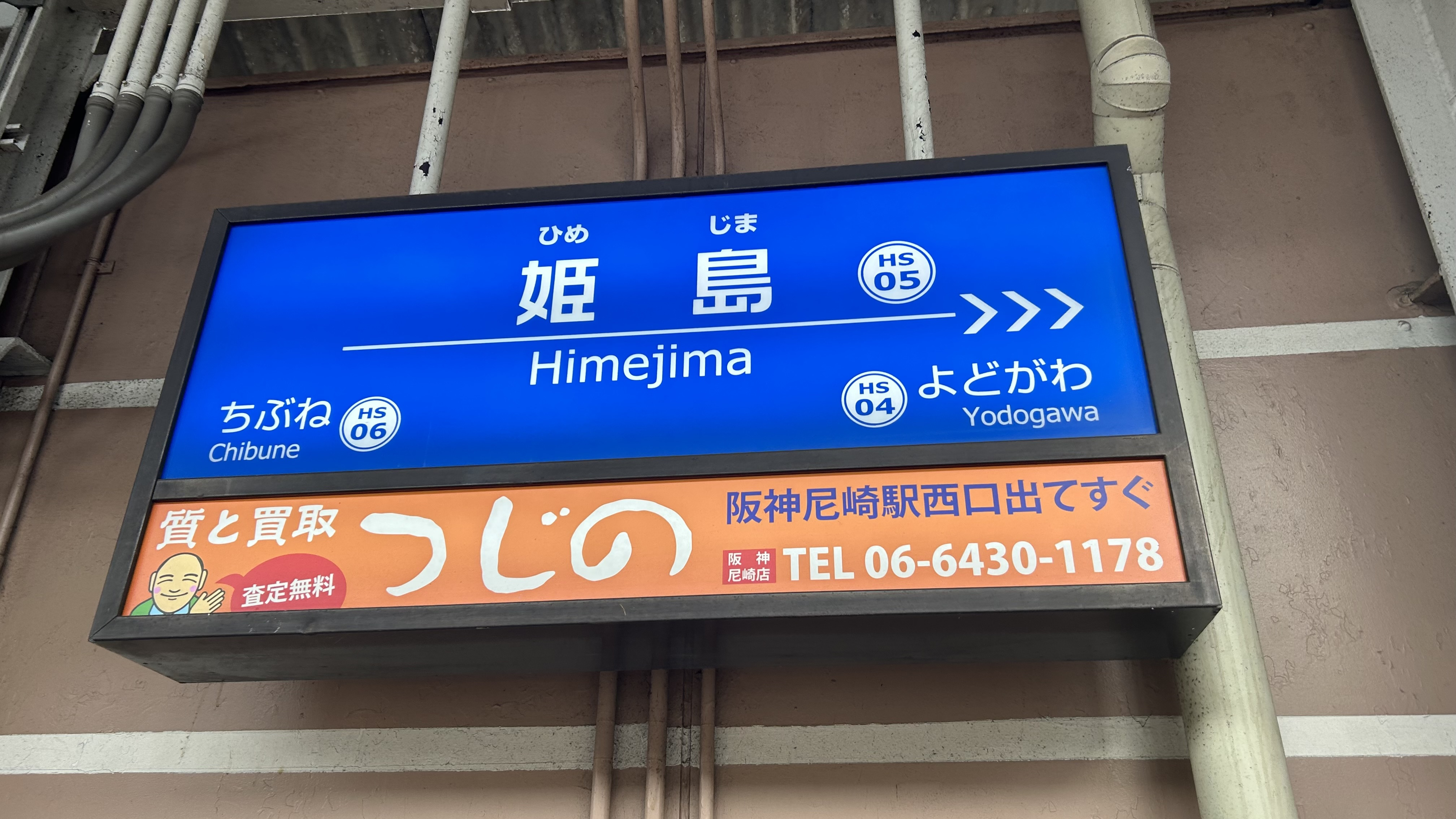
駅名標

| ← 梅田方面 | 姫島駅配線略図 | → 三宮・元町方面 |
| 凡例 出典: |                |                  |

## 利用状況
2023年（令和5年）11月の1日平均乗降人員は13,600人である。
阪神電気鉄道の駅では青木駅に次いで第22位。各駅停車しか止まらない駅としては春日野道駅に次いで2番目に多い。
JR東西線御幣島駅の開業を受けて乗降客数は落ち込んだが、近年は横ばい傾向である。
| 年次               | 1日平均 乗車人員 | 1日平均 降車人員 | 1日平均 乗降人員 | 出典   |
| ------------------ | ---------------- | ---------------- | ---------------- | ------ |
| 1997年（平成09年） | 8,414            | 8,191            | 16,605           | [ 4 ]  |
| 1998年（平成10年） | 8,181            | 7,963            | 16,144           | [ 5 ]  |
| 1999年（平成11年） | 7,886            | 7,675            | 15,561           | [ 6 ]  |
| 2000年（平成12年） | 7,175            | 6,967            | 14,142           | [ 7 ]  |
| 2001年（平成13年） | 7,124            | 6,987            | 14,111           | [ 8 ]  |
| 2002年（平成14年） | 6,916            | 6,775            | 13,691           | [ 9 ]  |
| 2003年（平成15年） | 6,817            | 6,688            | 13,505           | [ 10 ] |
| 2004年（平成16年） | 6,935            | 6,806            | 13,741           | [ 11 ] |
| 2005年（平成17年） | 6,661            | 6,459            | 13,120           | [ 12 ] |
| 2006年（平成18年） | 6,682            | 6,483            | 13,615           | [ 13 ] |
| 2007年（平成19年） | 6,528            | 6,398            | 12,926           | [ 14 ] |
| 2008年（平成20年） | 6,452            | 6,408            | 12,860           | [ 15 ] |
| 2009年（平成21年） | 6,490            | 6,452            | 12,942           | [ 16 ] |
| 2010年（平成22年） | 6,313            | 6,351            | 12,644           | [ 17 ] |
| 2011年（平成23年） | 6,357            | 6,393            | 12,750           | [ 18 ] |
| 2012年（平成24年） | 6,290            | 6,139            | 12,429           | [ 19 ] |
| 2013年（平成25年） | 6,236            | 6,167            | 12,403           | [ 20 ] |
| 2014年（平成26年） | 6,308            | 6,176            | 12,484           | [ 21 ] |
| 2015年（平成27年） | 6,478            | 6,444            | 12,922           | [ 22 ] |
| 2016年（平成28年） | 6,653            | 6,571            | 13,224           | [ 23 ] |
| 2017年（平成29年） | 6,799            | 6,678            | 13,477           | [ 24 ] |
| 2018年（平成30年） | 6,939            | 6,850            | 13,789           | [ 25 ] |
| 2019年（令和元年） | 7,080            | 6,922            | 14,002           | [ 26 ] |
| 2020年（令和2年）  | 6,003            | 5,891            | 11,894           | [ 27 ] |
| 2021年（令和3年）  | 6,369            | 6,295            | 12,664           | [ 28 ] |
| 2022年（令和4年）  | 6,534            | 6,456            | 12,990           | [ 29 ] |
| 2023年（令和5年）  | 6,874            | 6,726            | 13,600           | [ 3 ]  |

## 駅周辺

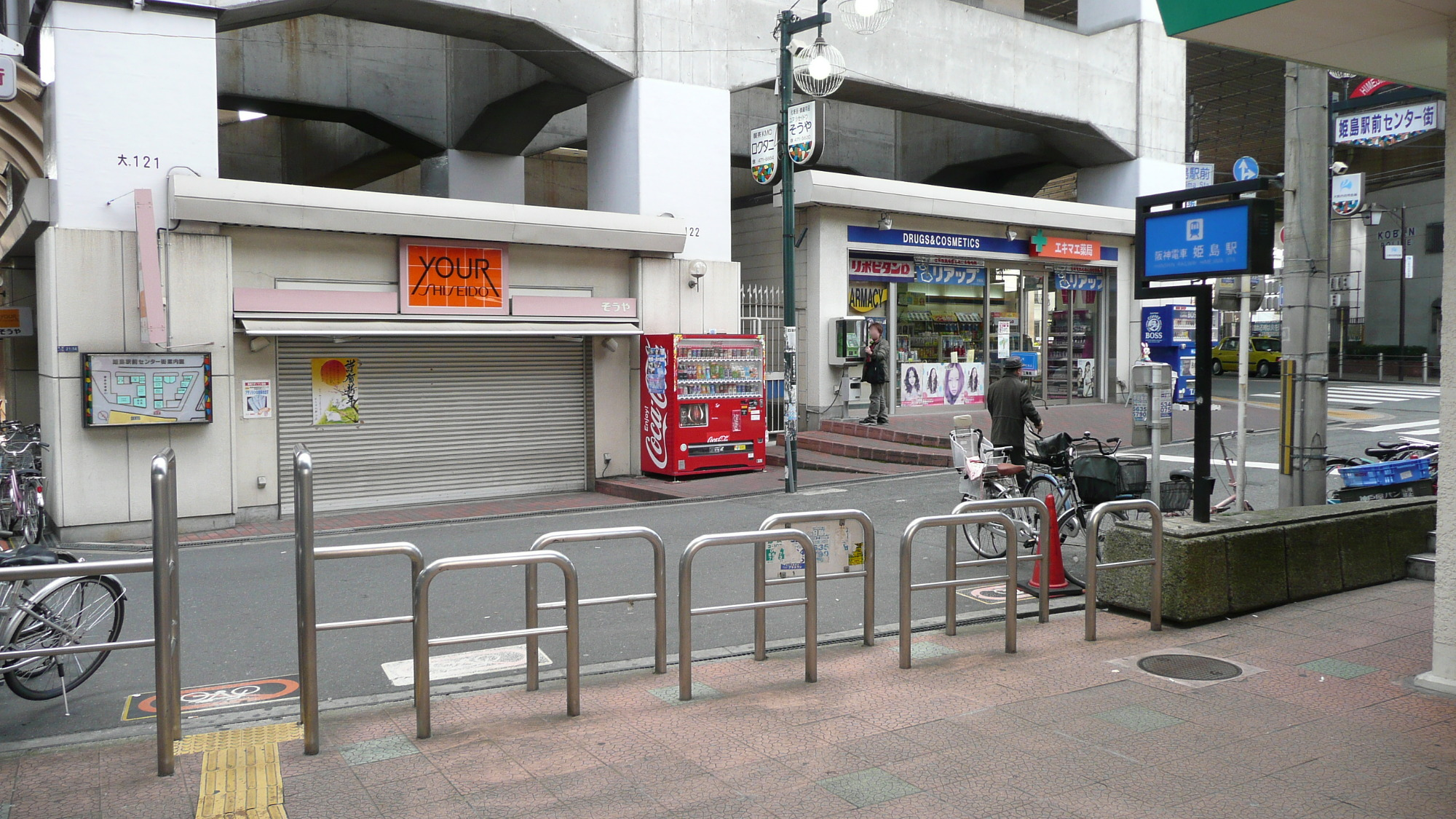
駅西側風景

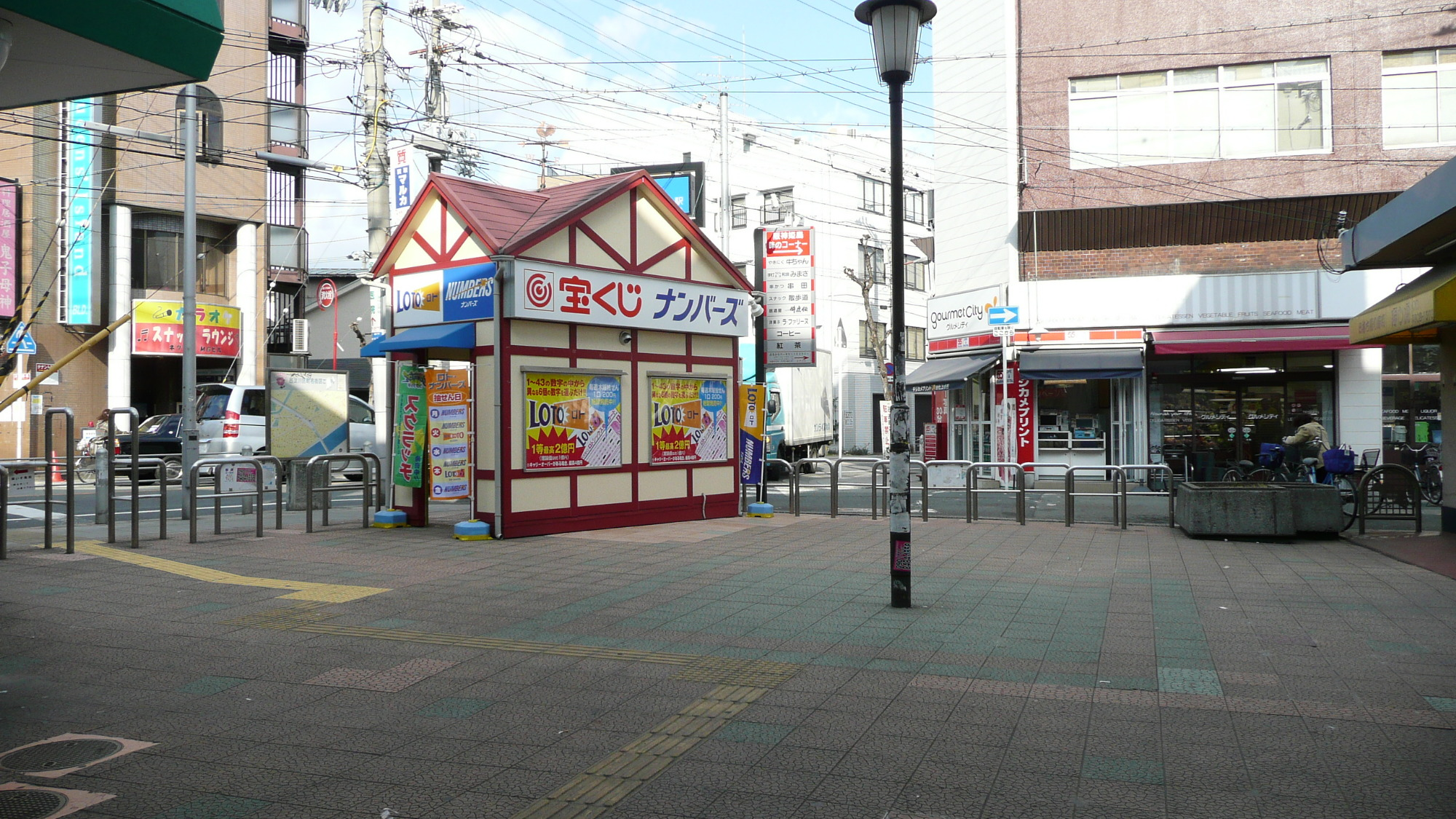
駅北側広場

駅のすぐ南を淀川が流れている。
- 大阪姫島郵便局
- 西淀川郵便局
- 姫嶋神社
- 遍満寺
- 姫島公園
- 姫島幼稚園
- 大阪市立姫里小学校
- 大阪市立姫島小学校
- 姫島通
- 阪急オアシス姫島店
- 業務スーパー 西淀川店

### バス路線
大阪シティバス
- 43号系統：福町経由 酉島車庫前 行、塚本駅前・十三経由 大阪駅前 行

## 隣の駅
阪神電気鉄道
本線
■直通特急・■特急・■区間特急・■急行・■区間急行
通過(なにわ淀川花火大会開催日は急行が臨時停車する)
■普通
淀川駅 (HS 04) - 姫島駅 (HS 05) - 千船駅 (HS 06)
※千船駅までは駅間キロが1.5キロメートル離れている。これは主に駅間が短い阪神全線の中で最も駅間距離が長い。同じ阪神では阪神なんば線の福-伝法間と同距離であるが、両駅区間共に川幅が大きい淀川を挟むことが共通している。